# Gonomyia melanorhyncha
Gonomyia melanorhyncha är en tvåvingeart som beskrevs av Evgenyi Nikolayevich Savchenko 1987. Gonomyia melanorhyncha ingår i släktet Gonomyia och familjen småharkrankar. Inga underarter finns listade i Catalogue of Life.